# Gorgonidia buckleyi
Espèce
Synonymes
- Zatrephes buckleyi Druce, 1883
- Automolis buckleyi (Druce, 1883)[1]

Gorgonidia buckleyi est une espèce de lépidoptères (papillons) sud-américains de la famille des Erebidae et de la sous-famille des Arctiinae.

## Répartition
On trouve Gorgonidia buckleyi en Équateur.

## Systématique
L'espèce  Gorgonidia buckleyi a été décrite par l'entomologiste britannique Herbert Druce en 1883, sous le nom initial de Zatrephes buckleyi,. La localité type est Sarayacu, dans la province de Napo, en Équateur.